# Kepler-62b
Kepler-62b jest egzoplanet koji orbitira zvijezdu Kepler-62 na udaljenosti od 990 svjetlosnih godina u zviježđu Lira. Otkriven je 18. travnja 2013., a otkrio ju je Svemirski teleskop Kepler.